# Blossom Rupes
La Blossom Rupes è una struttura geologica della superficie di Mercurio.